# 3+2
3+2 är en belarusisk grupp, bestående av Artjom Mihalenko, Elgiazar Farasjian, Julija Sjisko och bakgrundssångarna Aljona Karpovitj och Ninel Karpovitj.

## Eurovision Song Contest 2010
Den 25 februari 2010 valdes 3+2 internt att representera Belarus i Eurovision Song Contest 2010 med låten "Far Away", där de tävlade i den första semifinalen den 25 maj 2010 i Oslo. Den 19 mars 2010 meddelades det dock att man av okänd anledning valt att byta låt till "Butterflies", skriven av den kända ryska producenten Maksim Fadejev istället för det ursprungliga låtvalet "Far Away". Låten tog sig vidare till finalen den 29 maj, där den slutade på tjugofjärde plats av tjugofem tävlande.